# Брюсов Валерій Якович
Вале́рій Я́кович Брю́сов (1 (13) грудня 1873 — 9 жовтня 1924) — російський письменник і перекладач.

## Біографія і творчий шлях

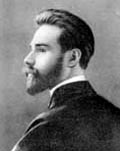
Молодий Брюсов

Народився в Москві в купецькій родині. Батько письменника захоплювався літературою і зачисляв себе до вільнодумної і демократичної російської інтелігенції. Брюсов ще з дитинства відрізнявся цікавістю до наук. Майбутній письменник рано навчився читати і читав цілі дні. Спершу читав все, що потрапляло під руку, тому що, як сам говорив, хотів знати все, а пізніше став підбирати книги за своїми інтересами. Валерій Брюсов навчався у дуже престижній на той час гімназії Поліванова, що славилась своїми новітніми педагогічними ме́тодами. Хлопчиком письменник зацікавився філософією — читав Спінозу, Канта, Шопенгауера. А згодом зацікавився роботами Лейбніца і математикою, він навіть думав присвятити цій науці все своє життя. Та все ж він вступив на історико-філологічний факультет Московського університету. На початку 90-х познайомився з французькою поезією символізму — Верленом, Бодлером, Малларме, яка відрізнялась від поезії сучасних Брюсову символістів Росії, більшою силою та поетичністю слова, яскравістю та вираженістю, глибиною і невичерпністю символів у цій поезії. Символізм став частиною його творчості. У гімназійні роки́ писав практично кожен день вірші, практикуючись у написанні поезії. В 1895 році з'явилася його збірка «Шедеври», а згодом і збірка «Це — я» (1897).
Другий період творчості Брюсова починається на початку ХХ ст. Він випустив збірки «Третя сторона» (1900), «Граду і світу» (1903), «Вінок» (1906), «Всі наспіви» (1909). Його вірші наповнені, як і більшість віршів символістів, історичними, міфологічними, легендарними, географічними назвами і темами — «Асаргадон», «Одіссей», «Наполеон» та ін. Особливе місце серед його творчості належить прозі. Ще в студентські роки він написав досить таки епігонський роман «Гора Зірки», де повністю слідував традиціям Ж.Верна, Р.Хаггарда. Деякі дослідники його творчості звертають увагу на те, що у своїх творах автор багато чого зміг передбачити — в оповіданні «Республіка Південного Хреста» він зміг попередити деякі мотиви роману А.Камю «Чума», загибель людства від екологічної катастрофи «Останні мученики», «Повстання машин», «Бунт машин» і в п'єсі «Земля». Дуже цікавий його роман «Вогняний ангел», де автор показав себе, як ерудований історик, який навіть вивчав демонологію, алхімію і магію перед написанням роману, і що зміг точно і правдиво відтворити Німеччину XVI ст., і символічно відобразив психологічне єдиноборство Блока з Бєлим, і їх взаємовідносини з Н. Петровською. Валерій Брюсов відродив жанр історичного роману, продовжувачем цієї традиції став інший символіст Мережковський. Крім цього він автор роману «Вівтар перемоги» і його продовження «Юпітер повалений». Незвичайна начитаність письменника відбилась в його численних перекладах, наприклад в збірці «Поезія Вірменії». Перекладав з французької, англійської, німецької, латини, української й інших мов. Спершу Брюсов з ентузіазмом сприйняв Жовтневу революцію 1917 року, але згодом розчарувався в більшовицьких ідеалах і в 1921 році написав драму «Диктатор», передбачаючи недобре майбутнє Росії, її надрукували тільки в 1986 році. Помер письменник 9 жовтня 1924 року в своїй московській квартирі від крупозного запалення легень. Його смерть також напевне прискорили і наркотики, які він часто вживав, — спершу морфій, а після революції — героїн.

## Твори за датами

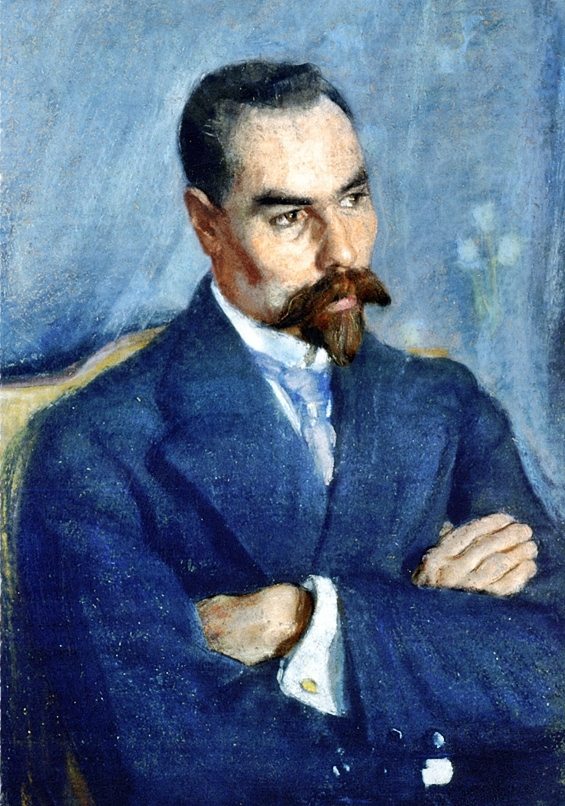
Валерій Брюсов. Портрет роботи С. В. Малютіна. 1913

- "Декаденти. (Кінець століття) ". (драма), 1893.
- «Ювенілія | Juvenilia» — «Юнацьке», (збірка поезій) 1894
- «Chefs d'oeuvre» — «Шедеври», (збірка поезій) 1895
- «Me eum esse» — «Це я», (збірка поезій) 1897
- «Tertia Vigilia» — «Третя сторожа», (збірка поезій) 1900
- «Urbi et Orbi» — «Місту і Світу», (збірка поезій) 1903
- «Stephanos» — «Вінок», (збірка поезій) 1906
- «Земна вісь», (драма) 1907
- «Вогняний янгол» (історичний роман), 1908
- «Всі наспіви», (збірка поезій) 1909
- «Ф. І. Тютчев. Сенс його творчості», 1911
- «Дзеркало тіней», (збірка поезій) 1912
- «Вівтар перемоги», (історичний роман) 1913
- «Сім кольорів веселки», (збірка поезій) 1915
- «Юпітер повалений», (історичний роман) 1916
- «Рея Сільвія», (історична повість) 1916
- «Дев'ята Камена», (збірка поезій) 1917
- «Досліди по метриці і ритміці, по евфонії і співзвуччя, по строфике та формами», (літературознавство) 1918
- «Останні мрії», (збірка поезій) 1920
- «У такі дні», (збірка поезій) 1921
- «Далі», (збірка поезій) 1922
- «Кругозір», (збірка поезій) 1922
- «Мить», (збірка поезій) 1922
- «Mea» — «Поспішай!», (збірка поезій) 1924

## Брюсов і його захоплення філателією
Брюсов колекціонував поштові марки всіх країн світу. Спеціалізувався він в основному на марках колоній європейських держав. В листопаді 1923 року він вступив до Всеросійського товариства філателістів і був обраний почесним головою редакційної колегії ВТФ. У січні 1924 року його включили в редакцію журналу «Советский филателист» (укр. «Радянський філателіст»).

## Брюсов і Україна
В 1903 році переклав «Заповіт» Тараса Шевченка (2 строфи, опубліковано 1959). Брюсова за порадою Максима Горького запрошено на посаду редактора «Украинского сборника», що його в 1916—1917 роках готувало видавництво «Парус» (друком не вийшов). Він переклав для цієї збірки вірші Шевченка «Пророк», «Ой чого ти почорніло», «Мені однаково, чи буду», «Огні горять, музика грає» (переклади досі не знайдено) і редагував переклади інших поетів.